# Catena Collapse
Catena Collapse ist eine Emocore-Band aus Norwegen.

## Geschichte
Die Band wurde 2002 in Norwegen gegründet. Bereits im ersten Jahr des Bestehens erfolgte die erste Veröffentlichung in Form einer Demo-CD. Einige Touren durch europäische Staaten, etwa Großbritannien, sowie – mit Nesting and Hibernation und einem Livemitschnitt der folgenden Tour – zwei Veröffentlichungen folgten in den nächsten Jahren.
2006 und 2007 veröffentlichte die Band zusammen mit Sinaloa aus den USA sowie der italienischen Screamo-Band La Quiete zwei Splits. Die beiden Platten bekamen gute Kritiken und machen die Band in Emo- bzw. Hardcore-Punk-Kreisen noch bekannter.
Einige der Bandmitglieder spielten von 2004 bis 2007 in der Emocore-Band The Birds Are Spies, They Report To The Trees.

## Stil
Der Stil der Band kann als klassischer Emo umschrieben werden. Ruhige Momente mit emotionalem Gesang wechseln sich mit schnelleren, aggressiveren Sounds und geschrienem Gesang und Schreien – sowohl in einem Lied, als auch zwischen Songs – ab. Tendenziell sind auch einige Einflüsse früherer Screamo-Bands zu erkennen. Über den Sound der Band ist bei Scar-to-ass zu lesen:

“The sound is somewhat reminiscent of the late 80’s/early 90’s Dischord stuff. Powerful and haunting music with the now trademarked rambled vocals.”

„Der Sound erinnert etwas an das Dischord-Zeug der späten 80er/Anfang der 90er Jahre. Kraftvolle und eindringliche Musik mit dem inzwischen markenrechtlich geschützten gewanderten Gesang.“

Die Band hält sich mit Informationen über sich und mit Werbung stark zurück und lebt das klassische D.I.Y.-Prinzip der Hardcore-Punk-Szene.

## Diskografie
- 2003: Split-EP mit La Quiete (Heroine Records)
- 2005: Nesting and Hibernation (EP, Grab the Stars)
- 2007: Rai Rai Rai / Outback Songs (EP, Adagio830)

### Samplerbeiträge
- 2004: This Is Your Life (Ape Must Not Kill Ape, Song Let’s Grow Sick Together)
- 2006: The Emo Apocalypse (React With Protest, Song Locked Groove)